# Thomas Dunford
Thomas Dunford est un luthiste et théorbiste classique français, né en 1988 à Paris.

## Biographie
Thomas Dunford, né à Paris en 1988, est le fils du gambiste américain Jonathan Dunford et de la gambiste Sylvia Abramowicz,,.
Il effectue ses études musicales en 2006 au Conservatoire national supérieur de musique et de danse de Paris, dont il sort diplômé en 2009, et à la Schola Cantorum de Bâle avec Hopkinson Smith. Il commence sa carrière d'interprète comme luthiste dans La Nuit des rois de Shakespeare sur la scène de la Comédie-Française en 2005,.
Son premier CD solo Lachrimae, enregistré pour le label Alpha en 2012, a reçu le prix Caecilia en 2013. BBC Music Magazine l'a appelé le «Eric Clapton du luth»,. Son deuxième CD Labirinto d'Amore reçoit le « Choc » du magazine Classica. Il joue avec un certain nombre d'ensembles, dont Les Arts florissants, le Centre de musique baroque de Versailles, Le Concert spirituel et Le Concert d'Astrée  ainsi qu'en solo et avec d'autres artistes de premier plan.
En 2019, il sort le disque Vivaldi avec l'ensemble Jupiter et Lea Desandre.